# Adonisea honesta
Adonisea honesta là một loài bướm đêm trong họ Noctuidae.